# Pegomya palaestinensis
Pegomya palaestinensis este o specie de muște din genul Pegomya, familia Anthomyiidae, descrisă de Willi Hennig în anul 1973.
Este endemică în Israel. Conform Catalogue of Life specia Pegomya palaestinensis nu are subspecii cunoscute.